# フェルナンド2世 (アラゴン王)

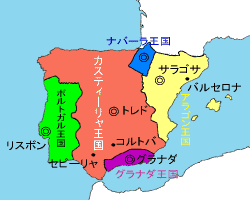
フェルナンドがカスティーリャ王となった1474年におけるイベリア半島の勢力地図

フェルナンド2世（西：Fernando II、Fernando el Católico 1452年3月10日 - 1516年1月23日）は、アラゴン王（在位：1479年 - 1516年）。カスティーリャ王としてはフェルナンド5世（在位：1474年 - 1504年）。カタルーニャ語名ではフェラン2世（Ferran II）、アラゴン語名ではフェランド2世（Ferrando II）。カトリック王（el Católico）と呼ばれ、最初の妻であるカスティーリャ女王イサベル1世と共にカトリック両王（Reyes Católicos）と呼ばれる。

## 血縁関係
父はアラゴン国王フアン2世、母は2番目の妃であるカスティーリャ貴族の娘フアナ・エンリケスである。異母兄にビアナ公カルロス、異母姉にブランカ（カスティーリャ王エンリケ4世の妃）とナバラ女王レオノール、同母妹にフアナ（ナポリ王フェルディナンド1世の妃）がいる。
最初の妻であるカスティーリャ女王イサベルは、トラスタマラ家の同族で又従姉にあたる。2番目の妻ジェルメーヌ・ド・フォワは異母姉レオノールの孫で、自身の姪孫にあたる。

## 生涯

### カトリック両王
54歳のフアン2世と27歳の後妻フアナ・エンリケスの間に生まれる。フアナにとっては第1子であった。1461年、フェルナンドが9歳のときに異母兄カルロスが死去し、アラゴンの王太子となる。
1468年、父からシチリア王位を継承し、シチリア王フェルディナンド2世となる。1469年10月19日にカスティーリャ王女イサベルと結婚する。この婚姻関係の効力として、1474年にイサベルが女王に即位したのに伴い、カスティーリャ共治王フェルナンド5世となった。それまではアラゴン王である父を補佐し、対フランス王国戦に従事していたが、これ以降はイサベルと共にカスティーリャ国内の統一、そしてイベリア半島に唯一残ったイスラム教国グラナダ王国との決戦を最優先とする方針を固める。
まずカスティーリャの王位継承問題に介入してきたポルトガル王アフォンソ5世と戦い勝利した後、カスティーリャ領内の反イサベル派を北から南へ討伐していく。その中途の1479年、フェルナンドは老父の死去に伴いアラゴン王位を継承し、アラゴン王フェルナンド2世となる。カスティーリャの共同統治者であるフェルナンドがアラゴンの王位をも得たことにより、両国は内政面ではそれぞれ独立しているものの対外的には一体化し、カスティーリャ＝アラゴン連合王国、すなわちスペイン王国（イスパニア王国）が誕生した。1492年1月、グラナダ王国を滅亡させて、約800年にわたるレコンキスタに終止符を打つ。1496年にはローマ教皇アレクサンデル6世により、この偉業が讃えられ、フェルナンドとイサベルは「カトリック両王」の称号を授けられることになる。

### 婚姻政策
フェルナンド夫妻はグラナダ戦の後、休む間もなく王宮をバルセロナへ移し、対フランス戦へ突入した。翌1493年に和平条約が成立し、フランスはピレネー山脈の北側に撤退した。しかし、この和平が一時的なものであることは容易に予測できたため、他の強国との婚姻政策をとる。神聖ローマ皇帝マクシミリアン1世の娘マルグリットを長男フアンの妃に、同じく皇帝の息子ブルゴーニュ公フィリップを次女フアナの婿に、また、イングランド王ヘンリー7世の長男アーサー王太子を四女カタリーナの婿として、スペイン、オーストリアとネーデルラント、イングランドのフランス包囲網を形成した。フランスは1494年からイタリア戦争を開始するが、1504年に締結された条約により、フランスはナポリの王位を放棄し、フェルナンドがナポリ王を兼ねることとなった（ナポリ王フェルディナンド3世）。

### イサベル女王の死後
1504年11月にカスティーリャ女王である妻イサベルが死去したため、フェルナンドはカスティーリャ王の地位を失った。カスティーリャ王位は、長男フアン、長女イサベル、そして彼らの子らが既に死去していたため、次女フアナが継承した。フアナは夫フィリップ美公や子らと共にフランドルで生活していたため、彼女らがスペインに到着するまでの間、フェルナンドはイサベルの遺言に基づいてカスティーリャの摂政の地位に就いた。
1506年にフアナがカスティーリャへ帰国し、即位の手続きを終えると、フェルナンドはカスティーリャから離れ、政情不安定なナポリへ向かった。およそ4ヶ月後、フアナの夫フィリップが疫病で急死した。一説には毒殺とも伝えられ、これ以降フアナの精神状態は極度に不安定となり政務を執れなくなる一方、カスティーリャの貴族らは権力闘争を始めて混乱状態に陥る。フェルナンドは急ぎカスティーリャへ戻り、女王フアナの承諾を得て再度摂政となり、政務を代行することになった。
その一方でフェルナンドは、新たにアラゴンの王位継承者が誕生することを期待して、1505年に南フランスの貴族フォワ家の娘で異母姉ナバラ女王レオノールの孫であるジェルメーヌ・ド・フォワと再婚した。翌年、待望の男子が出生するが夭折してしまう。
1511年10月、フェルナンドはローマ教皇ユリウス2世の提唱する対フランス戦同盟（神聖同盟）に参加する。その一方で1512年には、ピレネー山脈の西部にあったナバラ王国を占拠してカスティーリャへ併合した。その結果、イベリア半島はスペイン（カスティーリャ＝アラゴン）とポルトガル王国の2国だけとなった。ナバラ王フアン3世と女王カタリナはフランスへ逃れ、その後もたびたび領地を奪還しようとして出兵が繰り返されるが、旧領の一部を取り戻すことができたのはフェルナンドの死後であった。この部分はナヴァール王国として1593年まで存続し、その後は事実上フランスに併合される。

## 後継者
フェルナンド2世は、後継者にフアナ女王の長男カルロスを指名して1516年に亡くなった。フランドルで生まれ育ち、スペイン語を理解できなかったカルロス王子に対し、その弟であるフェルナンド王子はスペインで生まれ、祖父フェルナンド2世が自分と同じ名前を与え手元に置いて養育してきたため、アラゴンの貴族や民衆には弟の方を新国王に迎えたいという想いがあった。またフェルナンド2世にも、自らが育てた王子に自らの国を継がせたいという気持ちがあった。
しかし、ハプスブルク家の既定方針に反して弟フェルナンドを後継者とするならば、スペインとハプスブルクとの戦争は避けられないことは自明であった。フェルナンド2世本人はカスティーリャ・アラゴン両国の正式な後継者として娘のフアナに期待し、フアナが駄目ならばと最後まで自分の嫡子を渇望していたものの、それも叶わなかった。
カルロスは、フェルナンド2世の有していたアラゴンその他の王位を継承すると共に、カスティーリャの王位も母フアナとの共同統治という形で獲得した。これらの王位は以後も形式上は別個のものとして存続するが、実質上は「スペイン王位」として1つに統合され、カルロスはスペイン国王カルロス1世と呼ばれることになる。カルロス1世はさらに1519年には神聖ローマ皇帝に選出されたため、カール5世とも呼ばれることになる。
一方、フェルナンド王子はフェルディナント1世として、兄カルロスの在位中にローマ王、退位後に神聖ローマ皇帝となり、ハプスブルク家の領土のうちオーストリアを継承した。また、婚姻によりボヘミア・ハンガリーなどを獲得してハプスブルク帝国と総称される国家を形成し、オーストリア・ハプスブルク家（後のハプスブルク＝ロートリンゲン家）の祖となった。彼にちなんだフェルディナンドの名前は、オーストリア系で受け継がれた。

## 子女
イサベル1世との間に1男4女をもうけた。現在のスペイン王家は次女フアナと三女マリアの子孫にあたる。
- イサベル（1470年 - 1498年） - 1490年、ポルトガル王ジョアン2世の息子アフォンソ王太子と結婚するが、翌年死別し帰国。1497年、ポルトガル王マヌエル1世と再婚し、男児（夭折）を出産後死亡。
- フアン（1478年 - 1497年） - 唯一の男子だったが、フィリップ美公の妹マルグリットと結婚後間もなく夭折。
- フアナ（1479年 - 1555年） - 夫フィリップ美公の死後精神を病み、父により幽閉されるが、形式上カスティーリャ女王の地位についた。
- マリア（1482年 - 1517年） - 姉イサベルの死後マヌエル1世の王妃となる。
- カタリーナ （1485年 - 1536年） - はじめイングランドのアーサー王太子と結婚。その死後、アーサーの弟ヘンリー8世と再婚し、王妃となるが、後に離縁される。メアリー1世の母。